# Koos Terpstra
Koos Terpstra (Texel, 12 januari 1955) is een Nederlands schrijver en toneelregisseur.
Na zijn studie Nederlands deed Koos Terpstra de kopstudie theaterwetenschappen aan de Universiteit van Amsterdam. Na zijn afstuderen in 1988 was hij regisseur bij verschillende gezelschappen waaronder De Toneelschuur, Fact en Theater van het Oosten. Met Vijand van het volk (1994) en Troje Trilogie (1995) werd hij geselecteerd voor Het Theaterfestival. Koos Terpstra werd genomineerd voor de Gouden Gids Publieksprijs met het stuk Elektra in 1997.
In 1994 won hij de Perspectiefprijs, en in 1995 de Prijs van de Kritiek en de CJP Podiumprijs.
Naast regisseren heeft Koos Terpstra ook geschreven, onder andere Coriolanus, Het Neerstorten van de Hindenburg en Wat Daarna Gebeurde, Zweet en Oud.
De Troje Trilogie kreeg de Taalunie Toneelschrijfprijs als het beste stuk van 1995. Dit stuk is vertaald in het Duits, Spaans, Engels, Pools, Frans en het Zweeds.
Tevens was hij artistiek leider van verschillende gezelschappen. Van 1986 tot en met 1988 bij het Brandtheater. Van 1995 tot en met 1998 van het Rotheater en vanaf 1999 tot 1 januari 2009 is hij artistiek leider/algemeen directeur van het Noord Nederlands Toneel.
Koos Terpstra begeleidt ook regelmatig cabaretgezelschappen. Sinds 1990 werkt hij al samen met Lebbis en Jansen. Daarnaast regisseerde hij voorstellingen van De Ploeg. Met dit laatste gezelschap maakte hij een toneelbewerking van Festen en Vendetta.
Hij is een van de eindredacteuren bij Dit was het nieuws.

## Prijzen
- 1994 - Perspektiefprijs
- 1995 - Prijs van de Kritiek
- 1995 - CJP Podiumprijs
- 1995 - Taalunie Toneelschrijfprijs

- Digitale Bibliotheek voor de Nederlandse Letteren: terp003
- Gemeinsame Normdatei: 1213060079
- International Standard Name Identifier: 0000 0003 6889 2669
- Library of Congress Control Number: no2015119431
- Nederlandse Thesaurus van Auteursnamen: 14165841X
- Virtual International Authority File: 317285299
- WorldCat: E39PBJymDfpr8BhfbFf7Y734v3